# Gaudinia maroccana
Gaudinia maroccana là một loài thực vật có hoa trong họ Hòa thảo. Loài này được Trab. ex Pit. mô tả khoa học đầu tiên năm 1912.